# 銀鈴会
公益社団法人銀鈴会（ぎんれいかい、英語: Ginreikai）は、喉頭・咽頭・甲状腺・食道などの腫瘍のため、或いは病気や事故による嚥下障害からくる誤嚥を防ぐために、喉頭を摘出し発声機能を失った者へ発声技術を指導を通して、喉頭摘出者の社会復帰を支援するために活動している公益法人。教室は東京都港区芝5-18-2　東京都障害者福祉会館。

## 概要
喉頭だけをとる単純喉摘者、喉頭摘出とともに食道または食道の一部を失い、空腸移植、胃管形成、皮弁形成などの形成手術をされた食道再建者等が手術後の生活を充実させる事を目的とした活動を行っている。

## 事業
喉頭摘出者が習得した発声技術を、自らの体験をもとに、先輩が後輩を指導するという会員のボランティア活動によって運営されている。 発声に熟達し、適性のある40名の発声訓練士（指導員）が、耳鼻咽喉科の専門医療者、言語聴覚士、福祉の専門家などのアドバイスを受けながら、会員の体調や手術の状況、要望などに応じた発声方法の指導を年間100回以上行っている。

## 沿革
1954年（昭和29年）9月 - 銀鈴会創立
1964年（昭和39年）9月 - 厚生大臣より銀鈴会の社団法人化が認可
1970年（昭和45年）3月 - 日本喉摘者団体連合会（日喉連）を設立
1984年（昭和59年）4月 - 喉頭摘出者団体アジア連盟（ＡＦＬＡ）を結成
1989年（平成元年）2月 - 東京都知事より第2種社会福祉事業団体の認可を受ける
1997年（平成9年） 5月 - 喉頭摘出者団体アジア連盟（ＡＦＬＡ）が国連憲章における協議資格を持つ非政府組織「ＮＧＯ」に認定
2000年（平成12年）3月 - 東京都より日喉連が特定非営利活動NPO法人の認証を取得 
2011年（平成23年）4月 - 内閣府より公益社団法人の認可を受ける

## 教室
発声方法の種類と教室について
- 食道発声教室
- シャント（気管食道瘻）発声教室
- ＥＬ（電気式人工喉頭）発声教室

## 関連団体
- 北日本ブロック[4]

　北鈴会、道南銀鈴会、青森喉友会、岩手喉友会、立声会、秋笛会、発声教室山彦会、福島声友会、福声会
- 東日本ブロック

　茨城甦声会、栃木県喉摘会、群鈴会、埼玉銀鈴会、京葉喉友会、（公社）銀鈴会、神奈川銀鈴会、横浜市港笛会、山梨県喉会、長野県信鈴会、新潟県美鈴会
- 中部日本ブロック

　静岡県静鈴会、愛友会、名声会、岐阜睦声会、富山県喉友会、石川喉友会、福井県喉友会
- 近畿ブロック

　三重喉友会、滋賀湖声会、京都喉友会、（公財）阪喉会、道声会、大阪市喉会、ＮＰＯ法人関西喉友会、高槻喉友会、（兵）神鈴会、奈良交声会、和喉会
- 中国ブロック

　鳥取県清音会、島根県清音会、新声会、恵声会、山口喉友会
- 四国ブロック

　阿波喉友会、香川喉友会、愛声会、高知県喉友会
- 九州ブロック

　北九州創声会、九州大学病院福岡喉摘会、福岡筑声会、福岡大学病院喉笛会、久留米喉友会、熊本県天声会、大分豊声会、宮崎県向声会、鹿児島県鶴鈴会